# Stephen Melillo
Leonard Stephen Melillo (Port Chester, 23 december 1957) is een Amerikaans componist, muziekpedagoog en dirigent. Hij gebruikt voor bepaalde werken soms ook het pseudoniem: Emilio Maccolini.

## Levensloop
Melillo studeerde vanaf 1976 eerst natuurkunde aan de Universiteit van Connecticut in Storrs, maar kapte deze studie af om vanaf 1979 aan de Manhattan School of Music in New York en vervolgens aan het Boston Conservatorium muziek te studeren, waar hij in 1980 zijn Bachelor of Music Education behaalde. Daarna ging hij naar de Columbia-universiteit in New York en studeerde onder andere orkestdirectie bij Jens Nygaard en Atilio Poto, zelf een leerling van Arturo Toscanini, en behaalde aldaar zijn Master of Music.
Als muziekpedagoog is hij een multitalent. Rond 17 jaar werkte hij als muziekleraar in openbare scholen. Aan het begin van de jaren 1980 deed hij in New York een opleiding met 275 leraars en docenten uit de vakgebieden wiskunde en natuurkunde, om te documenteren hoe met hulp van de muziek een verstevigde kennis van wiskunde en natuurkunde bereikt kan worden. Hij werkte aan de "Perkins School for the Blind" in Massachusetts met muziekstudenten, die met een braillesysteem opgeleid werden. Als instructeur heeft hij met instrumentalisten uit vele staten gewerkt van 4 tot 87-jarige leeftijd en enkele ervan zijn leden geworden van het Rotterdams Philharmonisch Orkest of van de Wiener Philharmoniker.
Hij was rond 35 jaar een internationaal gevraagd gastdirigent. Hij dirigeerde meer dan 110 livepremières van zijn werken.
Als componist heeft hij voor rond 30 televisieproducties gecomponeerd, talrijke werken voor harmonieorkest en orkest geschreven, waaronder drie symfonieën. Verder is hij auteur van drie kinderboeken. Naast de opdrachten voor televisie- en omroepmaatschappijen schreef hij ook tunes voor Nintendo, Sega en IBM ThinkPad, Super Battle Tank II, en soundtracks voor de New York Nets, de New York Yankees en de Giants. Het belangrijkste pedagogische werk is zijn Function Chorales, een methode tot de verbetering van de stemming en intonatie binnen het orkest. Voor de offers van de dodenmars van Bataan componeerde hij het rond 55 minuten durende werk Kakehashi – That we might live, waarin hij ook passages uit omroepuitzendingen, Morseclips en liederen uit de Tweede Wereldoorlog verwerkt. Het werk werd in 2005 voor de Pulitzerprijs voor muziek genomineerd.
De coherentie van muziek en wiskunde (mathematiek) speelt in zijn muziek een belangrijke rol, soms is in zijn werken de rij van Fibonacci te herkennen, vooral in zijn werk Godspeed!, dat betreft niet uitsluitend de intervallen, maar ook de dynamiek, het tempo, de structurering, pauzen en akkoordstructuur. De muziek bij de korte film 12:01 PM werd in 1991 voor een Oscar genomineerd.

## Composities

### Werken voor orkest
- 1978 Only for Now
- 1992 S-Matrix Symphony (Numberless), voor orkest
- 1996 Symphony Nr. 2 "At Life's Edge", voor orkest
- 2010-2011 China, voor orkest
- Concert, voor viool en orkest – première: 28 oktober 2011 in de Immanuëlkerk Groningen door Carla Leurs (viool) en "De Kamerfilharmonie Der Aa" o.l.v. Joost Smeets
  1. Tormentations
  2. Romance
  3. Allegro Assai Molto
- Cuba
- Jidai
- Musashi

### Werken voor harmonieorkest
- 1997 Godspeed![1]
- 1997 Revenge of the Darkseekers!
- 2000 HAJJ[2]
- 2010 The Prayer of our Lord, voor gemengd koor en harmonieorkest[3]
- 1 1 1 4 6 5
- A Sending
- A Song in the Universe
- A Walk in Jurassic Park
- After the Storm[4]
- Ahab![5][6][7]
- America the Brave!
- Break of the Ancient Code
- Class of '39 Fight Song!
- David
  1. The Battle to Come
  2. Psalm 30 Chapter 5
  3. The Touchstone... a Prayer Before Battle
  4. A Sling & A Stone
- Erich!
  1. Battle at Sea
  2. the Gift of Love
  3. Epilogue
- Escape from Plato's Cave
  1. The Cave, The Struggle & The Man from the Light[8]
  2. Message of the Man (The Fragile Heart)
  3. Escape...Into the Light!
- Festival of Light!
- Finest Hour
- First & The Last
  1. In the Labyrinth of the Lion
  2. In the Hollow of the Heart
  3. In the Battle at Meggido
- Fountainhead
  1. Integrity's First Stand
  2. Form & Function
  3. Where Beauty Has No Chance
  4. From Quarry to Quest
  5. Dynamiting Cortlandt
  6. Monument to the Spirit of Man
- Garrison At Goliad
- Giving!
- Him
- In a Cause Called Glorious
- In a Service Beyond Self
- Into the Light of Day!
- Just the Sax, Mam!
- Kakehashi – That we might live, voor twee koren en groot harmonieorkest
- Koldoon
- Millennium
  1. Art of the State
  2. By Love Inviolate
- Monty!
- Music from Aurora
  1. Between the worlds
  2. Where Dreams Must Face the Night, Have You
  3. of Valour in the Void
- O Come Holy Night!
- One Man
- Once More Unto the Breach
  1. At the Speed of Dark[9]
  2. I Shall Hear in Heaven[10]
  3. Once More Unto the Breach[11]
- Patrick's Rune
- Querencia!
- Rendezvous With Destiny
- Stormquest!
- Stormworks Chapter 0: Walk on the Water[12]
- Stormworks
  1. Timestorm
  2. Before the Storm
  3. Into the Storm!
- Stormworks Chapter 1: Without Warning
- Stormworks Chapter 2: Wende
- Stormworks Chapter 3: WAIT of the WORLD
  1. And Now the Children Lead[13]
  2. Awaiting the Past[14]
  3. Remembering the Future[15]
- Stormworks Chapter 13: Whispers on the Wind
- Stormworks Chapter 21: Won Way
- The Nature of Hope
- The Shoemaker: An Immigrant and A Dream
- The Speech of Angels
- Those Who Serve
- Three Haiku's
  1. Haiku Nr. 6: The 4th Year
  2. Haiku Nr. 16: The Truth About Pirates
  3. Haiku Nr. 14: Never Forgotten
- Time to Take Back the Knights! (The Chosen)
- Under Cover of Night... and
- Universe Below
- Voice, voor fagot, percussie en harmonieorkest
- When Knights Have Fallen
- Without Hesitation
- Wu – Technesophia: A Dance of the Wu Li Master

### Filmmuziek
- 1990 12:01 PM
- 1996 They Bite
- 1998 Aurora
- 2004 Retrograde
- 2011 Pluripotent
- 2012 Dwegons